# Кадисия (водохранилище)
Кадисия (араб. بحيرة القادسية‎) — водохранилище к северу от плотины Хадиты в мухафазе Анбар Республики Ирак. Объём воды — 8,3 км³.
Образовано в результате возведения плотины на реке Евфрат в 1989 году. Протяжённость береговой линии составляет 100 км. Кадисия орошает близлежащие сельскохозяйственные угодья.
3 декабря 2006 года на водохранилище вынужденно сел вертолёт Boeing Vertol CH-46 Sea Knight третьего авиационного подразделения Корпуса морской пехоты США, в результате чего утонули четыре из шести пассажиров.